# FC 08 Villingen
El FC 08 Villingen es un equipo de fútbol de Alemania que juega en la Oberliga Baden-Württemberg, una de las ligas que conforman la quinta división nacional.

## Historia
Fue fundado el 1 de octubre de 1908 en la ciudad de Villingen-Schwenningen en la región de Baden-Wurtemberg y a mediados de los años 1920 el club jugaba en la primera división del estado, la Bezirksliga Baden, pero descendería a las ligas inferiores en los años 1930. En 1935 volvería a la primera división regional con ayuda del defensor Hermann Gramlich, tres veces seleccionado nacional.
Al finalizar la Segunda Guerra Mundial le pasó lo mismo que a las demás organizaciones deportivas del país, fue disuelto y ocupado por las fuerzas aliadas. Pronto sería restablecido con el nombre ASV Villingen antes de retomar su nombre tradicional en 1949. En 1951 el FC Villingen lograría el ascenso a la Amateurliga Südbaden (II) donde sería campeón. El club volvería a ser campeón en 1955, pero después de eso pasaría a ser un equipo de mitad de tabla.
Después de la temporada de 1959–60 el club sería uno de los equipos fundadores de la Amateurliga Schwarzwald-Bodensee (III) donde jugó hasta lograr el ascenso a la Regionalliga Süd luego de ser campeón en 1966. Luego pasó a ser un equipo de mitad de tabla hasta su descenso en 1972 y una deuda que tenía el club desde hace años. Serían campeones de la Amateurliga Schwarzwald-Bodensee (III) en 1973 y 1974 antes de mudarse a la Amateurliga Südbaden, liga de cuarta división luego de la reorganización de ligas en el país, logrando su tercer título en cuatro años en 1976. En los años 1970 el club era exitoso a nivel regional logrando participar en la Südbadischer Pokal en 1974, 1976 y 1979.
Tras una nueva reorganización de ligas en Alemania Federal, el 08 sería ubicado en la recién formada Oberliga Baden-Württemberg (III) donde jugó mun par de años hasta descender a la Verbandsliga Südbaden (IV) en 1980. Ganaría dos títulos de la Verbandsliga titles en 1983 y 1985 antes de lograr el ascenso a la cuarta división en los años 1990. Un segundo lugar en 1994 mantuvo al club en la Oberliga Baden-Württemberg por un año, después sería descendido a la Verbandliga Südbaden. Al entrar a los años 2000 el club estaba rondando entre la Verbandsliga y la Oberliga. El Villingen estuvo en la Oberliga Baden-Württemberg (IV) después de ganar el título de la Verbandsliga en 2006. En la temporada 2014–15 el club el club se salvó del descenso luego de que el VfR Aalen II abandonara la liga y por el ascenso del Bahlinger SC antes de volver a descender en 2016.
En la temporada 2023/24 el club sería campeón de la Oberliga Baden-Württemberg y con ello logró el ascenso a la Regionalliga Südwest por primera vez en su historia.

## Palmarés
- Oberliga Baden-Württemberg: 1

2024
- Bezirksliga Baden: 1

1936
- Amateurliga Südbaden: 4 (III)

1948, 1951, 1956, 1976
- Amateurliga Schwarzwald-Bodensee: 3 (III)

1966, 1973, 1974
- Verbandsliga Südbaden: 6 (IV/V/VI)

1983, 1985, 2001, 2004, 2006, 2017
- South Baden Cup: 11 (III–VII)

1950, 1974, 1976, 1979, 2005, 2007, 2009, 2016, 2019, 2021, 2024